# Comitato Paralimpico Internazionale
Il Comitato Paralimpico Internazionale (CPI, a livello internazionale International Paralympic Committee o IPC) è l'organizzazione internazionale no-profit che governa lo sport paralimpico. Il CPI organizza i Giochi paralimpici estivi ed invernali, e funge da Confederazione Internazionale per dodici sport, di cui quindi supervisiona e coordina l'organizzazione dei Campionati mondiali e altre competizioni.
La missione del Comitato Paralimpico Internazionale è quella di permettere agli atleti disabili di raggiungere eccellenze sportive e di creare opportunità sportive per tutti a qualsiasi livello. Inoltre il CPI si pone come fine la promozione dei valori paralimpici, che includono il coraggio, la determinazione, l'ispirazione e l'uguaglianza.

## Storia
Fondato il 22 settembre 1989, il CPI raggruppa 176 comitati paralimpici nazionali distribuiti in cinque continenti e quattro federazioni sportive internazionali specifiche per alcune tipologie di handicap. La sede del Comitato è a Bonn, in Germania.

## Presidenti
| Nome              | Nazione     | Periodo   |
| ----------------- | ----------- | --------- |
| Robert Steadward  | Canada      | 1989-2001 |
| Sir Philip Craven | Regno Unito | 2001-2017 |
| Andrew Parsons    | Brasile     | 2017-     |

## Organizzazione
Il Comitato Paralimpico Internazionale è organizzato in cinque strutture interne fondamentali:
- L'Assemblea Generale è l'organo supremo del Comitato e viene riunita ogni sei anni. I suoi membri rappresentano le nove federazioni sportive internazionali, i 176 comitati paralimpici nazionali, le quattro organizzazioni internazionali di sport per disabili e le tre organizzazioni continentali.
- La Commissione Governativa è l'organo che rappresenta i membri del CPI. Essa è eletta dall'Assemblea Generale ed è responsabile del governo del Comitato durante il periodo che intercorre fra due Assemblee Generali. È composta da 15 membri, compreso il Presidente (carica attualmente ricoperta dal brasiliano Andrew Parsons).
- Il Gruppo Gestionale è l'insieme dei professionisti che lavora sotto il coordinamento del Direttore Generale (carica attualmente ricoperta da Xavier Gonzalez) e che materialmente gestisce tutte le questioni burocratiche in cui è coinvolto il CPI.
- Gli undici Comitati:
  - Comitato anti-doping
  - Comitato bilancio e finanze
  - Comitato atleti con grandi disabilità
  - Comitato per la classificazione
  - Comitato per lo sviluppo
  - Comitato per l'educazione
  - Comitato legale ed etico
  - Comitato per i Giochi paralimpici
  - Comitato per l'esonero dall'uso terapeutico
  - Comitato per le donne nello sport
- I quattro Consigli con il Comitato di Gestione dei Consigli:
  - Consiglio degli atleti
  - Consiglio delle Organizzazioni Internazionali di sport per disabili
  - Consiglio delle Regioni
  - Consiglio degli sport

## Consiglio onorario
Il Comitato Paralimpico Internazionale ha un consiglio onorario di individui distinti che sostengono gli obiettivi del CPI e usano il loro profilo per raccogliere fondi e di sensibilizzazione per il suo lavoro.
Attuali membri del consiglio onorari sono:
- la principessa Margherita dei Paesi Bassi
- la granduchessa María Teresa Mestre
- la principessa Vittoria di Svezia
- il principe Alberto II di Monaco
- James Wolfensohn, ex presidente della World Bank
- Marija Hulehina, cantante lirica
- la principessa Haya Bint Al Hussein
- Thérèse Rein, fondatrice di Ingeus
- Hassan Ali Bin Ali, ambasciatore paralimpico del Qatar
- la principessa Astrid del Belgio

## Logo
Al momento della sua fondazione, il Comitato Paralimpico Internazionale adottò come proprio logo il medesimo emblema utilizzato per i giochi paralimpici di Seul 1988, il quale raffigurava cinque pa, simbolo tradizionale coreano, in una configurazione del tutto simile a quella dei cinque cerchi olimpici.
Nel 1994 il logo venne modificato su richiesta del Comitato Olimpico Internazionale, che ne lamentava l'eccessiva somiglianza con i cerchi olimpici, quindi fu adottato un nuovo simbolo simile al precedente ma con soli tre pa in rosso, verde e blu (denominato bandiera delle tre gocce), a simboleggiare la mente, lo spirito e il corpo.
Il logo paralimpico attuale, adottato durante il meeting del Comitato Esecutivo tenutosi ad Atene nell'aprile 2003 e ristilizzato nel 2019, raffigura tre agitos (dal latino agito, ovvero io mi muovo) in rosso, blu e verde, ossia i tre colori più utilizzati nelle bandiere dei Paesi del mondo. È un simbolo che rappresenta il movimento attorno a un punto centrale, il che enfatizza il ruolo del CPI come raggruppatore degli atleti da ogni parte del mondo; inoltre, vuole anche rappresentare lo spirito degli atleti che costantemente ispirano e smuovono il mondo con le loro performance, lottando senza arrendersi alle proprie disabilità, e che così facendo personificano il fine ultimo del Comitato:
(Visione del Comitato Internazionale Paralimpico)

Logo utilizzato dal 1989 al 1994
Logo utilizzato dal 1994 al 2003
Logo utilizzato dal 2003 al 2019
Bandiera utilizzata dal 2003 al 2010 (con l'acronimo IPC)
Logo in uso dal 2019

## Motto
Il motto paralimpico è Spirit in motion, ovvero spirito in movimento, ed esprime il carattere del movimento paralimpico così come le performance di alto livello degli atleti paralimpici. Inoltre esprime la forte volontà di ogni atleta disabile. La parola spirito implica che il ruolo del Comitato Paralimpico Internazionale non si limita a quello di un'organizzazione sportiva, ma vuole portare un messaggio al mondo con l'intento di smuovere la coscienza di ogni individuo; la parola movimento ovviamente implica il principale handicap degli atleti ma anche il fatto che il CPI è un'organizzazione sempre attiva e vitale.
Il vecchio motto, utilizzato prima del 2003, era Mind, body and spirit (tradotto come "mente, corpo e spirito"), tre elementi rappresentati nel vecchio logo con i tre pa colorati.

## Codici sportivi
Il CPI suddivide gli atleti in diverse categorie tenendo in considerazione la tipologia ed il diverso grado di handicap. Tradizionalmente, queste categorie sono sei: amputazioni, paresi cerebrali, difficoltà visive, lesioni spinali, handicap intellettuali e, infine, un gruppo che include tutti coloro che non rientrano nei precedenti (formalmente chiamati gli altri). L'attuale sistema di classificazione è stato approvato durante l'Assemblea generale del CPI svoltasi nel novembre dell'anno 2007 a Seul, in Corea del Sud.